# Somálský šilink
Šilink (somálsky shilin, anglicky shilling) je od roku 1962 měnou v Somálsku. Kód měny ISO 4217 je SOS. Je rozdělen do 100 centů (som. senti, ang. cents).